# 쿤타
쿤타(Koonta, 본명: 안태현, 1982년 12월 30일 ~ )는 대한민국의 레게 음악가, 래퍼이다. 2006년에는 쿤타 앤 뉴올리언스라는 프로젝트 그룹을 만들어 2007년까지 두 개의 음반을 내고 활동하였고, 2007년 제4회 한국대중음악상 최우수 힙합 싱글부문상을 수상하였다. 현재 루드 페이퍼라는 밴드에서 활동 중이다.

## 방송 출연
- 《너의 목소리가 보여 3》
- 2021년 《쇼미더머니 10》-4위

## 음반 활동
- 2006 Koonta in Nuoliunce(LP) - 쿤타 앤 뉴올리언스
- 2007 Navigation(LP) - 쿤타 앤 뉴올리언스
- 2011 Radio(EP) - 루드페이퍼
- 2012 Paper Spectrum(LP) - 루드페이퍼
- 2015 Destroy Babylon(LP) - 루드페이퍼
- 2017 아직도 니가 - 스컬 & 쿤타
- 2020 82(LP) - 쿤타 (1st SOLO ALBUM)
- 2021 PROTO TYPE (Feat. 베이식(Basick), San E) - 쿤타

## 쿤타 NFT
Abell 1367 의 최고의 프로듀서 라이온은 자신과 함께 더 멋지고 새로운 음악을 함께할 뮤지션을 찾아 여행을 떠났다. 
넓고 넓은 우주에서 새로운 음악을 함께할 뮤지션 찾는 일은 생각처럼 쉽지 않았다. 그러나 라이온은 포기하지 않았고, 
오랜 여행 끝에 지구에서 자신이 원하던 새로운 음악을 함께할 (첫번째) 뮤지션을 만났다. 
라이온을 만난 지구의 뮤지션도 한 눈에 라이온을 멋진 최고의 프로듀서임을 느끼고, 라이온 이 원하는 새로운 음악을 함께하기로 약속했다.
라이온은 지구에서 만난 뮤지션 의 이름을 듣고 ‘LMC Koonta’ 라는 이름과 함께  Abell 1367행성 소속에서 작곡한 곡을 주었다.